# ۴۱ (پیش از میلاد)
۴۱ (پیش از میلاد) ۴۱مین سال قبل از تقویم میلادی است.